# Deutschland (tàu tuần dương Đức)
Deutschland (sau đổi tên thành Lützow), là chiếc dẫn đầu cho lớp tàu của nó đã phục vụ cho Hải quân Đức trước và trong Chiến tranh Thế giới thứ hai. Nguyên được người Đức xếp lớp như một "Panzerschiff" (tàu bọc thép); nó được tái xếp lớp thành một tàu tuần dương hạng nặng vào tháng 2 năm 1940. Tuy nhiên Hải quân Hoàng gia Anh lại đặt tên lóng cho ba chiếc thuộc lớp này là những "thiết giáp hạm bỏ túi" do chúng thực sự vượt trội về hỏa lực so với tàu tuần dương hạng nặng của hải quân mọi nước khác. Deutschland đã sống sót cho đến những tuần lễ sau cùng của chiến tranh tại châu Âu.

## Thiết kế và chế tạo
Kích thước và đặc tính của những chiếc Panzerschiffe bị giới hạn đáng kể bởi Hiệp ước Versailles, vốn chỉ cho phép Đức đóng tàu chiến không vượt quá trọng lượng choán nước 10.000 tấn. Một số cải tiến kỹ thuật đã được áp dụng để chế tạo một con tàu chiến chắc chắn trong tải trọng bị giới hạn, bao gồm việc áp dụng rộng rãi kỹ thuật hàn để kết nối các thành phần của lườn tàu (thay cho việc dùng đinh tán ghép các tấm thép chồng lên nhau, vốn là tiêu chuẩn vào thời đó), và động cơ diesel cho hệ thống động lực. Ngay cả như vậy, Deutschland vẫn nặng hơn giới hạn 2.000 tấn, cho dù vì những lý do chính trị, trọng lượng được công bố của nó luôn được nêu là 10.000 tấn trong giới hạn của Hiệp ước.

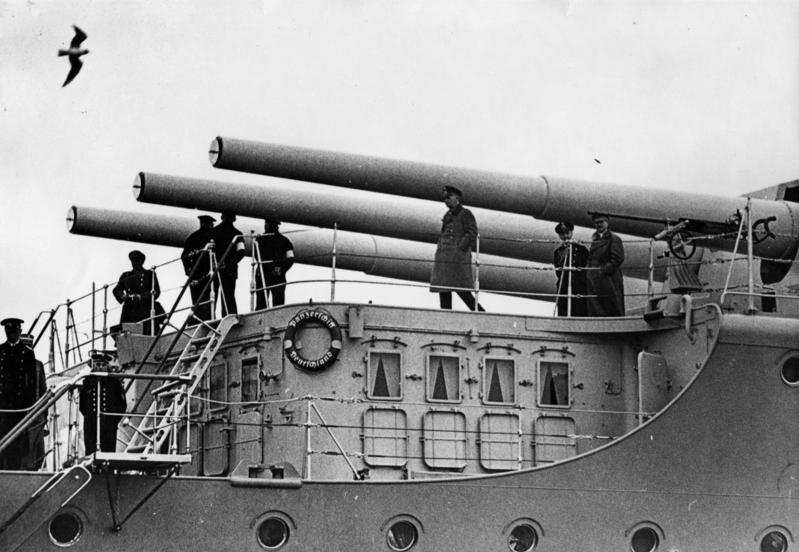
Adolf Hitler trên chiếc Deutschland vào năm 1934

Hai chiếc tương tự khác trong lớp tàu của nó, Admiral Graf Spee và Admiral Scheer. Vì Deutschland là chiếc dẫn đầu trong lớp, nó kém hiện đại nhất, và không có được kiểu dáng đặc trưng một tháp chỉ huy và cầu tàu cao cùng các cột ăn-ten như của Admiral Scheer và Admiral Graf Spee, làm cho hai chiếc tàu chiến sau này có kiểu dáng bên ngoài giống như những thiết giáp hạm hiện đại.
Deutschland được đặt lườn vào tháng 2 năm 1929 tại xưởng tàu của hãng Deutsche Werke ở Kiel; và được hạ thủy vào tháng 5 năm 1931 có sự hiện diện của Tổng thống Đức Paul von Hindenburg. Nó hoàn tất việc trang bị vào cuối năm 1931 và thực hiện chuyến hải hành đầu tiên vào tháng 5 năm 1932.

## Lịch sử hoạt động
Trong cuộc Nội chiến Tây Ban Nha, Deutschland được bố trí đến vùng bờ biển Tây Ban Nha để hỗ trợ cho phe Quốc gia của tướng Francisco Franco, với tổng cộng bảy lượt hoạt động từ năm 1936 đến năm 1939. Trong một đợt hoạt động như vậy vào ngày 29 tháng 5 năm 1937, Deutschland bị hai máy bay ném bom của phe Cộng Hòa tấn công, khiến 31 thủy thủ Đức thiệt mạng và 101 người khác bị thương. 

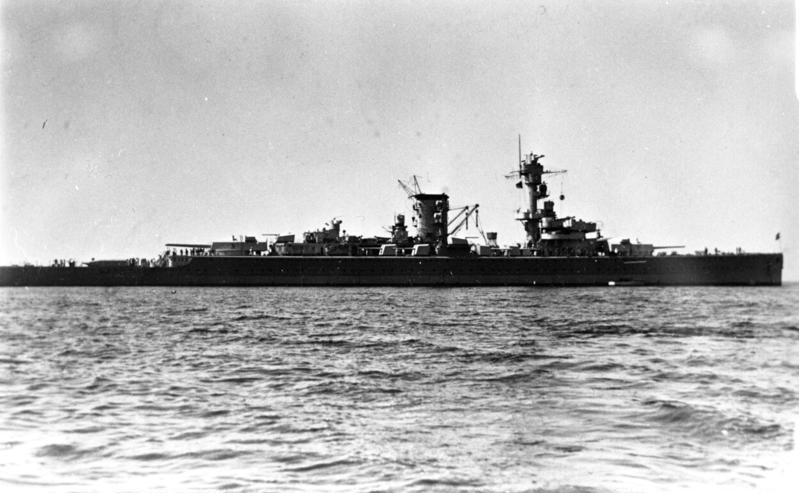
Deutschland vào năm 1933

Để trả thù, tàu chị em của Deutschland là Admiral Scheer đã bắn phá Almería, làm thiệt mạng 19 thường dân và phá hủy 35 ngôi nhà. Các thủy thủ Đức thiệt mạng thoạt tiên được đưa đến Gibraltar và mai táng tại đây; nhưng theo mệnh lệnh của Adolf Hitler, họ được đào lên và cùng với Deutschland quay trở về Đức để cử hành một an táng trọng thể với đầy đủ nghi thức quân đội có đích thân Hitler tham dự.
Sau khi Chiến tranh Thế giới thứ hai nổ ra, nó được đổi tên thành Lützow vào tháng 11 năm 1939, vì Hitler lo ngại việc mất một tàu chiến mang tên Deutschland (Nước Đức) sẽ mang lại một hậu quả tâm lý và tuyên truyền tiêu cực đối với người dân Đức. Con tàu chị em với nó Admiral Graf Spee đã bị đánh đắm vào tháng 12 năm 1939 sau trận River Plate.
Vào tháng 2 năm 1940, nó cùng với con tàu chị em Admiral Scheer được xếp lại lớp như những tàu tuần dương hạng nặng, và vào tháng 4 năm đó nó đã tham gia chiến dịch Na Uy, nơi nó nối gót chiếc tàu tuần dương bất hạnh Blücher tiến vào vũng biển Oslofjorden. Trong trận chiến eo biển Drøbak diễn ra sau đó vào ngày 9 tháng 4 năm 1940, chiếc Blücher dẫn đầu bị đánh chìm bởi các khẩu đội pháo bờ biển bố trí tại pháo đài Oscarsborg. Mặc dù Lützow xoay sở để thoát được, hỏa lực của pháo đài vẫn gây hư hại đáng kể cho nó, khi ba phát đạn pháo 15 xentimét (5,9 in) thuộc khẩu đội Kopaas đã loại khỏi vòng chiến tháp pháo 28 xentimét (11 in) số 2 (Bruno) của Lützow. Sau khi Hải đội Đức rút lui ra khỏi tầm bắn của pháo đài Oscarsborg, Lützow đã sử dụng tháp pháo Anton còn lại để bắn phá xuống những người phòng thủ từ khoảng cách 11 km trong vũng biển. Pháo đài cũng bị Không quân Đức ném bom nặng nề cùng ngày hôm đó, nhưng không gây tổn thất nhân mạng cho phía Na Uy, vì binh lính phòng thủ đã rút đi theo những đường hầm ngầm dưới đất. Nhận được tin tức về việc Vua Na Uy cùng chính phủ đã triệt thoái an toàn khỏi Oslo, vị chỉ huy trưởng pháo đài, Đại tá Birger Eriksen, cho rằng mục đích chính của họ đã hoàn thành. 

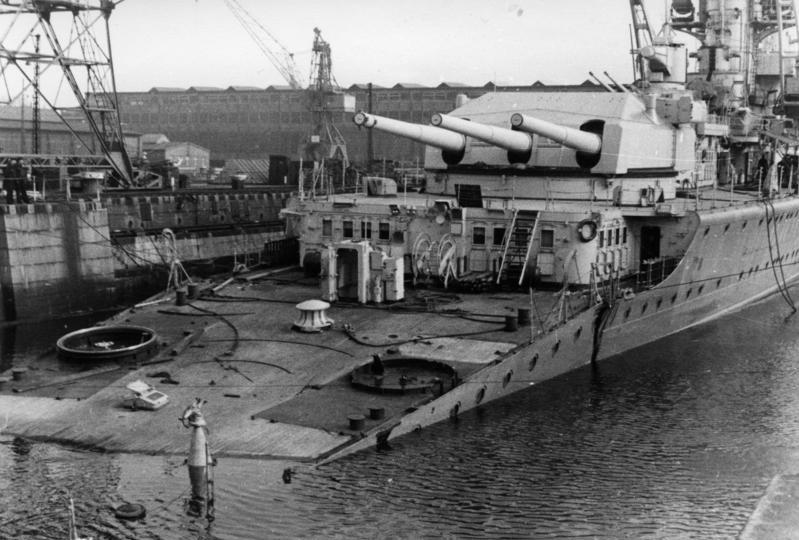
Lutzow tại Kiel sau khi trúng ngư lôi trên đường quay trở về từ Na Uy.

Lützow sau đó được lệnh quay trở về Đức để sửa chữa và tái trang bị cho một nhiệm vụ cướp phá tàu buôn kéo dài tại Đại Tây Dương, nhưng nó bị trúng ngư lôi vào ngày 11 tháng 4 bởi chiếc tàu ngầm của Hải quân Hoàng gia Anh HMS Spearfish tại Skagerrak phía Bắc Đan Mạch. Cú đánh trúng đã phá vỡ hầu hết phần đuôi của con tàu, và việc sửa chữa chỉ hoàn tất vào mùa Xuân năm 1941. Đến tháng 6, Lützow lại bị trúng ngư lôi, lần này là bởi một máy bay ném ngư lôi Bristol Beaufort thuộc Phi đội 42 Không quân Hoàng gia Anh. Con tàu phải quay về cảng Kiel và trải qua sửa chữa tại đây. Vào ngày 31 tháng 12, nó có mặt trong Trận chiến biển Barents.
Nó tham gia nhiều hoạt động lẻ tẻ trong năm tiếp theo, nhưng hoạt động duy nhất đáng kể là vào tháng 9 năm 1944 trong biển Baltic, khi nó bắn pháo những mục tiêu trên bờ hỗ trợc cho lực lượng Lục quân Đức đang rút lui, một nhiệm vụ được nó tiếp tục trong những tháng tiếp theo. Lützow bị hư hại nặng bởi ba quả bom Tallboy do Không quân Hoàng gia Anh ném vào tháng 4 năm 1945, trong khi nó đang neo đậu trong vùng nước nông tại Swinemünde, Đức, và nó bị chìm xuống đáy cảng. Sau khi được sửa chữa, nó tiếp tục bắn pháo hỗ trợ cho lực lượng trên bờ. Cuối cùng nó bị chính thủy thủ đoàn của nó đánh đắm vào ngày 4 tháng 5 năm 1945.
Sau chiến tranh, Hải quân Liên Xô cho nổi nó trở lại, đăng ký nó trong danh sách như một tàu tuần dương hạng nặng với cái tên sau cùng của nó (trong tiếng Nga: Лютцов), rồi sử dụng nó như một tàu mục tiêu cho hoạt động thực hành của pháo bộ binh. Sau cùng nó bị đánh chìm trong biển Baltic vào năm 1947.